# 1990年のバレーボール
1990年のバレーボール（1990ねんのバレーボール）では、1990年（平成2年）のバレーボール関連の出来事をまとめる。

## できごと
- ASバレー・ルーベが創設。
- 大阪府・泉南郡岬町にて、第1回全日本ビーチバレー女子選手権大会が開催（第1回のみ3人制）。
- 静岡県・静岡市にて、ビーチボールを用いた競技バルーンバレーボールが、PTA親睦活動のひとつとして始まる。
- FIVB加盟（その25） - ソロモン諸島。

## 国際大会
- 男子世界選手権
  - 金メダル： イタリア
  - 銀メダル： キューバ
  - 銅メダル： ソビエト連邦
- 女子世界選手権
  - 金メダル： ソビエト連邦
  - 銀メダル： 中国
  - 銅メダル： アメリカ合衆国

- ワールドリーグ
  - 金メダル： イタリア
  - 銀メダル： オランダ
  - 銅メダル： ブラジル

## 国内大会

### 日本
- 第23回日本リーグ
  - 男子
    - 1位：新日本製鉄（12勝5敗）
    - 2位：日本電気（12勝5敗）
    - 3位：JT（11勝6敗）
    - MVP：田中幹保

  - 女子
    - 1位：イトーヨーカドー（16勝1敗）
    - 2位：ユニチカ（13勝4敗）
    - 3位：日本電気（13勝4敗）
    - MVP：斎藤真由美

- 第39回黒鷲旗全日本選手権
  - 男子
    - 1位：新日鉄
    - 2位：JT
    - 3位：サントリー、松下電器
    - 黒鷲賞：中垣内祐一

  - 女子
    - 1位：イトーヨーカドー
    - 2位：日本電気
    - 3位：日立、ユニチカ
    - 黒鷲賞：斎藤真由美

## 誕生
- 1月9日 - ステファナ・ベリコビッチ
- 1月22日 - 河合由貴
- 2月15日 - 井上琴絵
- 2月20日 - 関舞
- 3月7日 - 佐藤美弥
- 3月23日 - 芦野李沙
- 4月14日 - 田村翔子
- 4月15日 - 川島亜依美
- 4月18日 - 峯村沙紀
- 5月5日 - ニーナ・ロシッチ
- 5月10日 - 乾鈴恵
- 5月19日 - 服部梨花
- 6月8日 - サーニャ・マラグルスキ
- 7月3日 - 岩坂名奈
- 7月15日 - 松浦寛子
- 7月16日 - 溝江明香
- 8月14日 - ナズ・アイデミル
- 9月2日 - 平井桃子
- 10月3日 - 大須賀咲香
- 10月6日 - 丸山亜季
- 10月31日 - 奥村麻依

## 死去
- 10月28日 - アレクサンドラ・チュジナ （66）